# Lineal B
El lineal B es el sistema de escritura usado para escribir el griego micénico, aunque fue usado principalmente con fines administrativos, aproximadamente desde el 1450 hasta el 1200 a. C. Precedió en varios siglos al uso del alfabeto para escribir la lengua griega. El lineal B consiste en signos silábicos, es decir, que cada uno de los signos representa una sílaba, con un gran número de signos ideográficos.
En 1900, Arthur Evans encontró los primeros vestigios en Cnosos (Creta).

## El desciframiento
El desciframiento del lineal B fue llevado a cabo por Michael Ventris, arquitecto inglés con una amplia formación en lenguas clásicas y profundo conocimiento de la lengua griega.
Las primeras tablillas, tanto de lineal A como de lineal B, se encontraron en las excavaciones del palacio de Cnosos realizadas por Arthur Evans entre 1900 y 1906. Desde muy pronto las tablillas en lineal B se pudieron clasificar en series según los temas que tratan gracias a la presencia de los logogramas, algunos de los cuales podían dar idea del contenido de los textos.
Alice Kober sentó las bases para el desciframiento del lineal B, al realizar a partir de 1931 una enorme labor de aislar secuencias de signos para después ver cómo se repetían y sus pautas de variación. De esta manera identificó por un lado lexemas de palabras, y por otro lado finales de palabra que se repetían, sugiriendo una flexión casual. Kober murió en 1950, tres años antes de que se consiguiera el desciframiento.
A partir del trabajo de Alice Kober, Ventris atribuyó posibles valores a las combinaciones de signos, y fue el primero en proponer que el lineal B fuese notación de una variedad de lengua griega, cosa que anteriormente se había descartado. A partir de esta consideración de que era griego y con la colaboración de John Chadwick, un lingüista y estudioso de las lenguas clásicas, propuso un primer desciframiento, y los datos se publicaron en 1953.
El desciframiento se confirmó finalmente cuando Carl Blegen, un arqueólogo estadounidense que había estado trabajando en el yacimiento de Pilos, aplicó la propuesta de Ventris y Chadwick a la tablilla PY Ta 641, que no se había publicado todavía cuando se hizo el desciframiento, y obtuvo buenos resultados: las variaciones gramaticales cuadraban con la información del contenido, y se reconocían algunos prefijos numerales griegos, utilizados para indicar el número de asas de distintos vasos. De esta manera se confirmó que el desciframiento de Ventris era correcto en lo esencial, aunque fallase en algunos detalles e interpretaciones.

## Origen de la lineal B

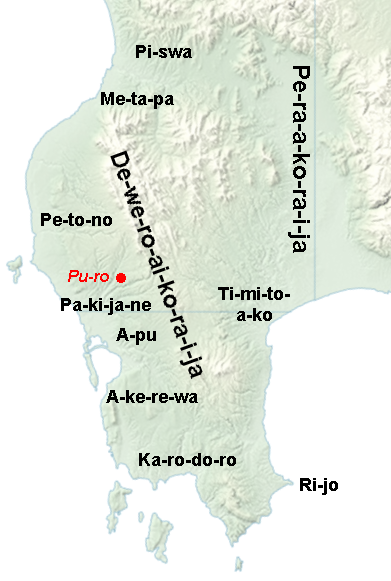
Mapa del territorio controlado por el palacio de Pilos en época micénica, donde se ubican algunos topónimos que aparecen documentados en textos de lineal B.

La lineal B pertenece a una familia de escrituras silábicas que se emplearon en el Egeo durante el II y I milenio a. C., junto con la escritura jeroglífica cretense, la lineal A, el silabario chipro-minoico, y el silabario chipriota. A excepción del silabario chipriota y la lineal B, los otros sistemas no se han descifrado y tampoco se han identificado las lenguas que escriben. La escritura jeroglífica cretense (atestiguada en torno al 2000 a. C.) y la lineal A (empleada entre el 1850 a. C. y el 1450 a. C.) son anteriores a la lineal B. El silabario chipro-minoico es más reciente que estas dos (atestiguada a partir del siglo XVI a. C., y sobre todo entre el siglo XIII y el siglo XI a. C.), y se ha propuesto que pudiese descender de la lineal A, aunque no acaba de estar clara su relación con las otras escrituras del Egeo. Del silabario chipro-minoico desciende el silabario chipriota, que se empleó para escribir el dialecto chipriota del griego y que es el más reciente (su primer testimonio es de en torno al 1000 a. C., y luego se utilizó entre el siglo VIII y el siglo III a. C., el único de la familia que continuó empleándose durante el I milenio a. C.).
La lineal B desciende de la lineal A, lo cual se puede observar en que 64 de los 87 silabogramas de la lineal B son heredados de la lineal A. Hay que tener en cuenta que los silabogramas compartidos no tienen por qué tener el mismo valor fonético en ambas lenguas, y que con toda probabilidad algunos signos de la lineal A se habrían reutilizado para representar sonidos presentes en el griego y no en la lengua de la lineal A. Además, para adaptar esta escritura al griego se suprimieron algunos símbolos de la lineal A y se crearon otros nuevos.
El periodo de implantación de la Lineal B estaría situado antes del Heládico Reciente I (1550-1500 a. C.), de manera que habría estado en uso desde el 1600 hasta el 1110 a. C. aproximadamente, cuando la civilización micénica estaba en auge, pues parece ser que ya en el Minoico Reciente III estaba plenamente desarrollada a nivel lingüístico y paleográfico. Se sabe con seguridad que estaba en uso en torno al 1300 a. C. en Pilos, Micenas, Tirinto, Tebas, La Canea y Cnosos.
No se conoce con exactitud el lugar de origen de la escritura lineal B. Tradicionalmente se ha considerado que pasó desde Creta a Grecia después de la invasión micénica de la isla, lo cual explicaría el hallazgo de tablillas de lineal B en Pilos y en Micenas. Actualmente se ha afirmado que la lineal B se creó en la Grecia continental y luego pasó a las islas, pero no hay pruebas suficientes para confirmar ninguna de las dos corrientes.
Aunque no se sabe con certeza el lugar del origen, todas las inscripciones aparecen principalmente en tablillas de arcilla en los palacios, por lo que se ha llegado a la conclusión de que la lineal B se empleaba mayoritariamente para la administración palacial, de manera que dejó de utilizarse coincidiendo con la caída de los centros palaciales.

## Contenido de las inscripciones
La finalidad de prácticamente todas las inscripciones que tenemos era la de registrar la administración del palacio durante un periodo de un año. Cuando pasaba el año administrativo, se destruían las tablillas y se comenzaba de nuevo. Tenemos, sin embargo, algún caso de tablillas que aún se guardaban del año anterior.
Las tablillas son listas de compras, ventas o entregas de productos manufacturados o materias primas (prendas, bronce, aceite…), de ganado o de esclavos a particulares, talleres u otros palacios, inventarios (de armas, carros, caballos…), ofrendas a deidades o a santuarios (de miel, vino…), listas de trabajadores de palacio, su trabajo y su remuneración, etc.
A pesar de que los textos son monótonos, han ayudado a conocer de primera mano aspectos de una sociedad anterior a la griega arcaica, de la que se tienen muchos más datos. Con estas listas se ha podido descubrir cómo funcionaba el gobierno de esta cultura, los tipos de trabajos dentro del palacio, cómo era su economía, nombres de los principales dioses, tipos y partes de armaduras y carros, valor de las unidades de medida, fases de elaboración de algunos objetos manufacturados, nombres de territorios, fiestas populares, nombres de meses (pero en muchos casos no hay al respecto más información que el propio nombre), etc.
No hay inscripción literaria, ni parece muy posible, por el tipo de escritura que es el Lineal B, que haya habido.

## Material de soporte y sus formas
El principal material de soporte de las inscripciones en Lineal B que se ha conservado ha sido el barro cocido. Esto no era común, ya que los micénicos no cocían el barro, sino que lo dejaban secar al aire una vez escrito. Sin embargo, cuando se fueron produciendo las sucesivas caídas de los palacios, con los incendios de los mismos se cocieron todos los objetos de barro seco.
La dificultad de tratar estos objetos al encontrarlos reside en que la diferente cantidad de oxígeno que había durante la cocción (incluso en diferentes partes de la misma pieza) y los muchos fragmentos en que se encuentran por haberse caído de estanterías hacen muy complicada su reconstrucción completa.
Se pueden distinguir varios tipos de soportes:
- Las tablillas, que a su vez tienen dos formas diferentes.
- Las etiquetas.
- Los nódulos.
- Signos en vasijas.

Las tablillas son los documentos más numerosos que poseen inscripciones. Son soportes de barro con dos formas: las más grandes, las de hoja de página, rectangulares con un armazón interno de pajitas para evitar roturas; y las más pequeñas y alargadas o de hoja de palma, un canuto de barro aplastado en las manos.
Las de hoja de palma suelen contener dos o tres líneas de información. Las de hoja de página aportan más información. Probablemente una sola recogía la información de varias tablillas de hoja de palma. Se coleccionaban en cajas hechas de mimbre.
Las etiquetas son rectángulos de arcilla que se pegaban en las cestas de almacenamiento (por ejemplo, de tablillas). Se sabe que su uso era este porque en la parte posterior de las etiquetas han quedado impresas las fibras del mimbre de la cesta a las que estaban pegadas. Se conserva por ejemplo la etiqueta PY Wa 1148, en la que aparece la palabra «coseletes» en la canasta de la serie de tablillas de armaduras Sh.
Los nódulos son pequeños objetos cónicos de arcilla unidos mediante un cordón. Normalmente van junto a los rebaños o manadas de animales, aportando información sobre las reses.
Se llama signos sobre vasijas a letras del Lineal B pintadas en vasijas. Muchas veces no pasan de ser un solo signo que podría indicar la propiedad o el fabricante. En otros casos son inscripciones más largas, a veces complicadas de leer, que suelen indicar la procedencia.

## Características del silabario
La escritura Lineal A era poco adecuada para escribir la lengua de los micénicos, ya que los signos representan habitualmente la combinación «consonante + vocal» (CV). El lineal B heredó de su modelo esta limitación, a pesar de que la lengua griega tenía numerosas sílabas de estructura más compleja: CVC, CCV, etc. Los escribas intentaron resolver esta limitación mediante el uso de un número reducido de convenciones:
- No se diferencian en la escritura las consonantes geminadas de las simples.
- No se representaban las consonantes «n», «l», «s», «r» en el final de palabra: Faistos (Festo) se escribía «pa-i-to». Junto con estas, a final de sílaba, también se omite «m» (una excepción sería do-so-mo /dosmos/: en griego, «contribución»).
- La consonante espirante «s» inicial seguida de consonante en el principio absoluto de palabra suele omitirse.
- Las consonantes líquidas «r» y «l» eran notadas con la serie de «r», obligando al lector a escoger según el contexto.
- Las aspiraciones no se notaban, aunque algunas vocales tenían su propio silabograma cuando eran aspiradas.
- No se diferenciaba en la escritura vocales largas de vocales breves.
- Se introducían vocales muertas para representar grupos de consonantes en una misma sílaba, como ocurría en el silabario chipriota En Lineal B, «Cnossos» se escribía «ko-no-so».
- Había grafemas intermedios entre vocal y consonante,[6]/j/ (yod) como correlato consonántico del sonido vocálico /i/ y /w/ (wau) de /u/ (distinción parecida a la del castellano entre /y/ e /i/).
- Aparecen signos para la labiovelar *kʷ y para otros sonidos que aún se desconocen por no aparecer apenas en los textos.

Estas normas eran seguidas en todos los centros administrativos, aunque haya alguna pequeña diferencia en el uso según los diferentes escribas o según los diferentes lugares, así como excepciones a alguna regla. Epigrafistas y filólogos las han ido descubriendo al estudiar los textos de las tablillas poco a poco, ayudados por los conocimientos del griego clásico, de las características de algunos dialectos y de la Lingüística Indoeuropea.
Estas dificultades de la escritura retrasaron un poco el desciframiento completo del Lineal B, y, aunque no son un impedimento para una lectura satisfactoria, aún quedan signos sin descifrar y palabras con varias formas correctas de transcripción y cuyo sentido es dudoso o desconocido.
Además de los signos con valor silábico, el Lineal B contaba con un gran número de logogramas e ideogramas, signos que representaban palabras, objetos, medidas de peso, etc., como los correspondientes a «miel», «lana»...

### Los signos silábicos
El lineal B tiene asignado en el sistema Unicode el rango 10000–1007F para los signos silábicos.
|    | -a   | -e   | -i   | -o   | -u   |
|    | 𐀀 a  | 𐀁 e  | 𐀂 i  | 𐀃 o  | 𐀄 u  |
| d- | 𐀅 da | 𐀆 de | 𐀇 di | 𐀈 do | 𐀉 du |
| j- | 𐀊 ja | 𐀋 je |      | 𐀍 jo | 𐀎 ju |
| k- | 𐀏 ka | 𐀐 ke | 𐀑 ki | 𐀒 ko | 𐀓 ku |
| m- | 𐀔 ma | 𐀕 me | 𐀖 mi | 𐀗 mo | 𐀘 mu |
| n- | 𐀙 na | 𐀚 ne | 𐀛 ni | 𐀜 no | 𐀝 nu |
| p- | 𐀞 pa | 𐀟 pe | 𐀠 pi | 𐀡 po | 𐀢 pu |
| q- | 𐀣 qa | 𐀤 qe | 𐀥 qi | 𐀦 qo |      |
| r- | 𐀨 ra | 𐀩 re | 𐀪 ri | 𐀫 ro | 𐀬 ru |
| s- | 𐀭 sa | 𐀮 se | 𐀯 si | 𐀰 so | 𐀱 su |
| t- | 𐀲 ta | 𐀳 te | 𐀴 ti | 𐀵 to | 𐀶 tu |
| w- | 𐀷 wa | 𐀸 we | 𐀹 wi | 𐀺 wo |      |
| z- | 𐀼 za | 𐀽 ze |      | 𐀿 zo |      |

### Los signos logográficos

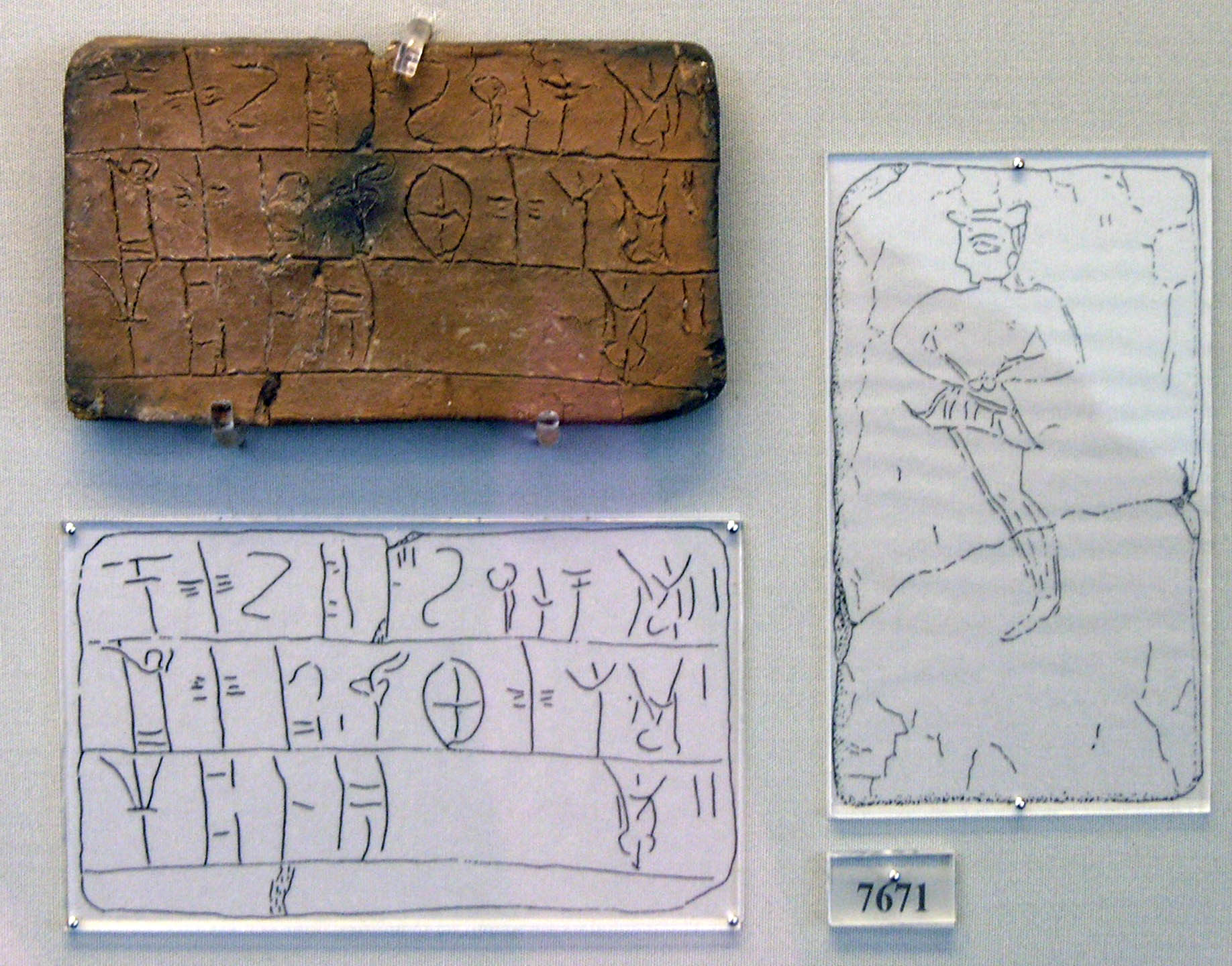
Tablilla MY Oe 106, encontrada en Micenas en la "Casa del vendedor de aceite", de ca. 1250 a. C. Museo Arqueológico Nacional de Atenas, Tablilla 7.671.

El lineal B tiene asignado en el sistema Unicode el rango 10080–100FF para los logogramas.

## Corpus
Las tablillas se han clasificado por el lugar en el que se encontraron.
- Cnosos: KN (unas 4.360 tablillas, sin contar las escritas en Lineal A y otras)
- Pilos: PY (1.087 tablillas)
- Tebas: TH (337 tablillas, de ellas 238 publicadas en el 2002)
- Micenas: MY (73 tablillas)
- Tirinto: TI (27 tablillas)
- La Canea: KH (4 tablillas)
- Además, hay otras 170 inscripciones pintadas en vasijas.

Si el guijarro de Kafkania, datado en el siglo XVII a. C., es auténtico, se trata de la inscripción micénica más antigua y, por tanto, del testimonio más antiguo de la lengua griega.